# Politický islám
Politický islám je poměrně novodobý termín, obecně používaný k označení široké škály aktivit jednotlivců či organizací, směřujících k transformaci státu a společnosti podle "islámských" pravidel. Je založen na islámu, jako souboru politického přesvědčení, kodexu chování, definující „islámský stát“ či „islámský pořádek“. Politický islám tedy vychází ze základních knih islámu – (Koránu, Síry – život Mohameda, Hadísu – tradice Mohameda). Bývá často používán v souvislosti s hnutími reprezentujícími moderní politické síly ve jménu islámu vznikající na konci 20. století, nebo jako termín označující politické aktivity vycházející ze základních knih islámu zaměřené převážně na nemusilmy.
Politický islám bývá zaměňován s termínem islamismus. Politický islám však nepracuje pouze s násilnými prostředky ve jménu islámu. Islámská politická aktivita se provádí i poklidnými prostředky v rámci ústavních mezí (např. Arbitration Act z roku 1996, kde se tzv. šaría soudy staly součástí oficiálního britského práva). Nadnárodní aktivity muslimů, včetně džihádistických činů, jsou výjimkou, ne pravidlem, pokud jde o politické činnosti prováděné ve jménu islámu. Ačkoliv je tento termín často využíván pro organizované skupiny, hnutí či strany, může existovat značný počet jednotlivců, kteří sdílejí základní cíle a předpoklady politického islámu, aniž by byly napojeni na konkrétní skupinu či stranu.

## Vývoj termínu politický islám
Terminologie pro jevy charakterizované jako politický islám se mezi odborníky velmi liší a není jednotná. Jedním z prvních, kdo použil pojem politický islám byl Martin Kramer v roce 1980. Ovšem v roce 2003 také uvedl, že termín politický islám může být i protimluv, neboť nikde v islámském světě není politika oddělena od náboženství. Někteří odborníci používají termín islamismus označující stejný soubor jevů, nebo používají dva termíny zaměnitelně. Dekmejian byl mezi prvními, který označil politizaci islámu v kontextu selhání světských islámských vlád, i když proměnlivě používá termíny islamismus a fundamentalismus (spíše než politický islám). Termín politický islám byl také používán ve věci cizích komunit, kde se odkazoval na hnutí a skupiny v rámci širšího fundamentalistického oživení s určitým politickým programem. Khan zahrnuje do politického islámu islámská hnutí prosazující politický systém založený pouze na islámu, který musí každý muslim následovat. Někteří odborníci také používají, pro rozlišení mezi ideologickými směry politického islámu, další popisné termíny jako konzervativní, progresivní, militantní, radikální, džihádistický atp.
Velkým propagátorem termínu politický islám je Bill Warner. Ten ho používá převážně ve smyslu označení islámské politiky založené na části základních textů islámu týkající se nemuslimů. Zbylé aktivity považuje za náboženské. Samotný islám považuje více za politickou ideologii než náboženství. Založil i mezinárodní organizaci věnující se politickému islámu – Centrum pro studium politického islámu (CSPI).

## Právo šaría
Jedná se o pravidla regulující široké spektrum života – trestní právo, politiku, ekonomiku a osobní záležitosti, jako rodinné soužití či oblékání. Svou povahou spadá do politického islámu. Tato pravidla vycházející ze základních knih islámu, jsou muslimy považované za jediné a správné slovo jejich boha, Alláha. Problémem práva šaría je nejen jeho náboženská podstata, ale také kontroverzní či radikální prvky (rodinné právo, odpadlictví, kamenování, nerovnost atd.). Důležitou součástí práva šaría je např. džihád.

## Džihád – boj ve jménu Alláha
Džihád je možné přeložit jako úsilí k vnitřnímu rozvoji ale také k šíření islámu a podrobování káfirů (nevěřících z pohledu islámu). Džihád je velmi účinný nástroj k šíření politického islámu a byl Mohamedem využíván především po jeho emigraci do Medíny. Jakmile Mohamed začal využívat džihád, došlo k velkému nárůstu stoupenců islámu. Politické jednání s náboženskou motivací se ukázalo jako velmi účinné. Není tedy příliš překvapivé, že ve velmi respektovaných hadísech od Buchárího se celkem 98 % hadísů o džihádu vztahuje k ozbrojenému násilí. 
Způsob vedení džihádu jako politického nástroje pro šíření politického islámu vychází z historie islámu. V počátcích, kdy byl islám jen vysmívaným náboženstvím (politicky slabý islám), se v Koránu objevují výzvy k trpělivosti a prohlubování zbožnosti. Se vzrůstajícím ideovým i politickým vlivem (politicky silný islám, emigrace v Medíně) Mohamedovy obce věřících pak docházelo i k vyzdvižení práva na odrážení útoků nepřátel, až po požadavek vést aktivní boj za podrobení nevěřících (káfirů).
Tyto rysy rozvoje politického islámu jsou zřejmé i dnes. Příkladem šíření politického islámu v ČR, je webová stránka www.islamskavyzva.com. Je zde zřejmý důraz na nenásilné formulace a náboženský význam doktríny. Jako příklad můžeme uvést článek Vstaň a varuj! Aneb, jsem muslim a chci pomoci rozšířit islám a pomoci ummě či článek Cíl našeho džihádu? Snaha o islamizaci naší vlasti. 